# Чон Іль Гвон
Чон Іль Гвон (кор. 정일권, 丁一權, Jeong Il-gwon, Chŏng Il-gwŏn; 21 листопада 1917 — 17 січня 1994) — корейський військовик, дипломат і політик, дев'ятий прем'єр-міністр Республіки Корея.

## Біографія
Народився в Нікольську-Уссурійському, де його батько служив перекладачем при штабі російської армії. Після жовтневого перевороту його родина повернулась до окупованої японцями Кореї.
1937 року з відзнакою закінчив академію Імператорської армії Маньчжоу-го в Мукдені, а 1940 — Токійську військову академію за класом кінноти. Під час Другої світової війни служив у лавах Імперської армії Японії на території Маньчжурії в званні капітана військової поліції; також мав військове звання в Імператорській армії Маньчжурської держави. Наприкінці війни перейшов на бік Гоміндану, а потім повернувся на батьківщину, де 1946 року закінчив Корейську військову академію та вступив на службу до південнокорейської армії, в лавах якої, зважаючи на свій значний військовий досвід, швидко зробив кар'єру. В другій половині 1940-их років проходив військову підготовку на Гаваях.
1950 року після початку Корейської війни Чон Іль Гвон у званні генерал-майора став одним з командувачів збройних сил Південної Кореї. Серед інших операцій він керував південнокорейськими військами під час узгодженого з американською 8-ю армією відступу до Пусана в липні та серпні, а також під час вересневої висадки американців в Інчхоні, що зупинила північнокорейський наступ, завдяки чому набув у країні значної відомості та популярності.
Від липня 1951 до липня 1952 року перебував у США, де вдосконалював свої знання та навички у військових науках. Після повернення до Південної Кореї його понизили в званні до дивізійного генерала та відрядили на передову, втім за три місяці зайняв пост заступника командувача американського IX корпусу та командував силами ООН у численних наступальних операціях. Ще за три місяці його призначили командувачем II Корейського корпусу, й він зберігав ту посаду до завершення війни. В 1956—1957 роках у званні генерала очолював Генеральний штаб країни.
1957 року вийшов у відставку та перейшов на дипломатичну службу. Того ж року був призначений на посаду посла Південної Кореї в Туреччині. 1960 року впродовж кількох місяців був послом у Франції, потім, у 1960—1961 та 1962—1963 роках — у США. Від 1963 до 1964 року очолював міністерство закордонних справ, від 1964 до 1970 — Уряд Республіки Корея (при цьому в 1966—1967 роках одночасно знову обіймав посаду міністра закордонних справ). Був змушений піти у відставку через суперечності з президентом та через низку скандалів. Від 1971 року впродовж трьох каденцій був депутатом парламенту від Демократичної партії, при цьому в 1973—1979 роках був спікером Національних зборів 9-го скликання. Залишив політику 1980 року.